# Czesław Żak (kompozytor)

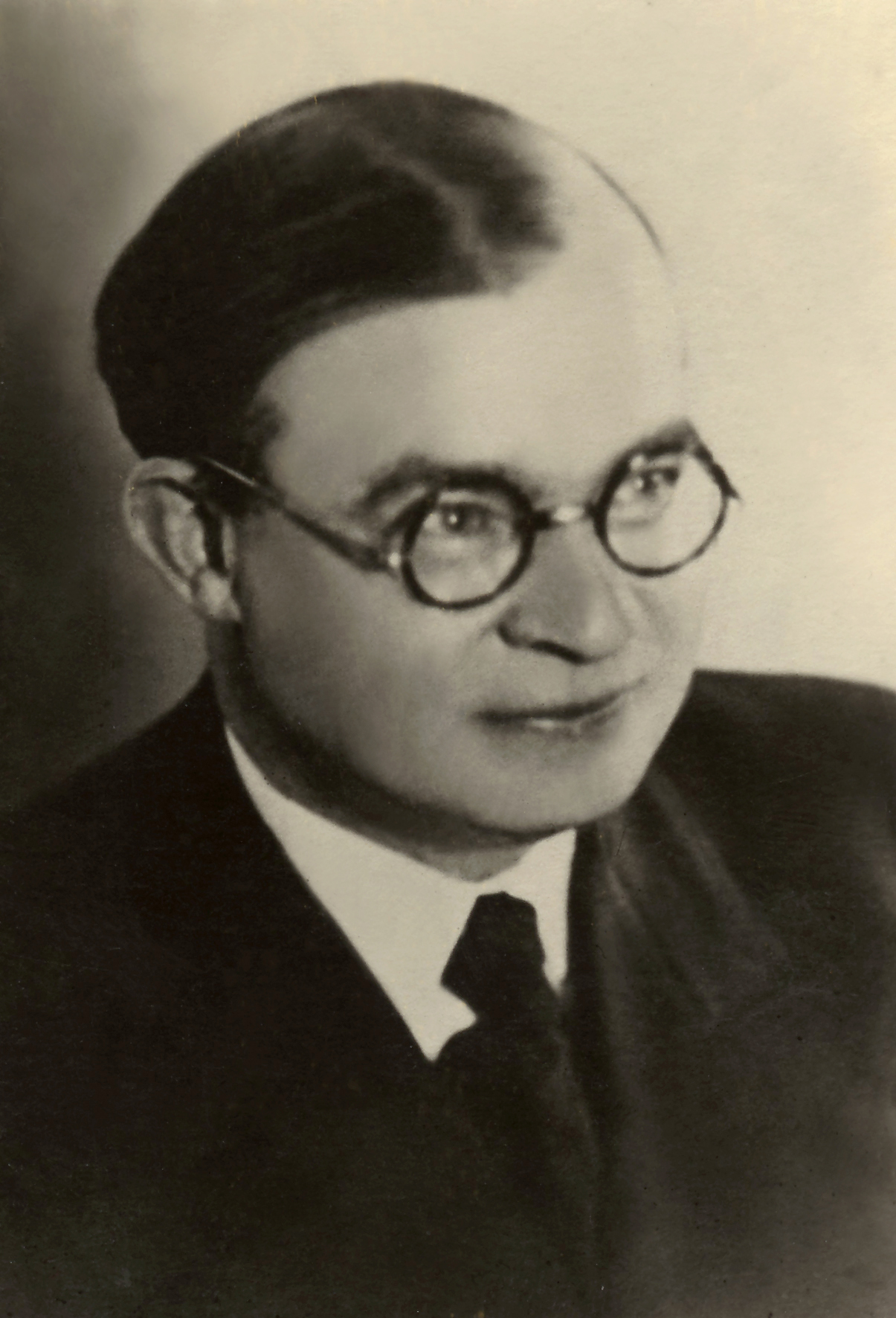
Czesław Żak

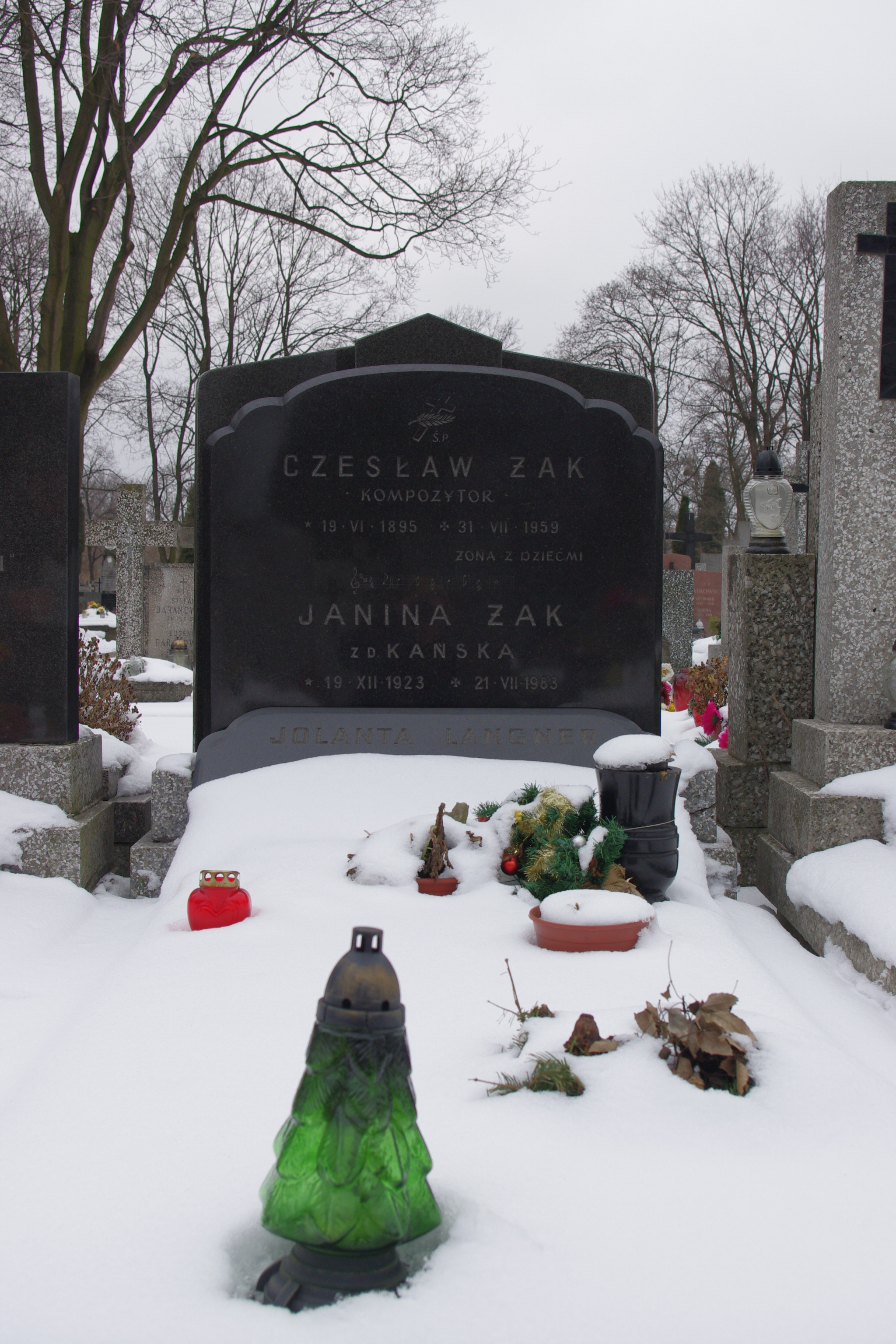
Grób kompozytora Czesława Żaka na cmentarzu Bródnowskim w Warszawie.

Czesław Żak (ur. 19 czerwca 1895 w Częstochowie, zm. 31 lipca 1959 w Warszawie) – polski muzyk i kompozytor.

## Życiorys
Urodził się 19 czerwca 1895 w Częstochowie, w rodzinie Jana i Ludwiki z Hartmanów. Ukończył 6-klasowe gimnazjum rosyjskie, następnie studia kompozytorskie u prof. R. Statkowskiego i K. Szymanowskiego (kompozycja), S. Barcewicza (skrzypce), w Warszawie. W 1920 ochotniczo służył w Wojsku Polskim. Pobierał nauki u prof. P. Dukasa (kompozycja) w Ecole Normale de Musique w Paryżu. Udzielał się muzycznie w paryskich lokalach „Cafe de la Paix” i „Grand Grill Room”. W 1927 założył orkiestrę jazzbandową „L’Orchestre Symphonique se Transformant en Jazz” wykonującą muzykę rozrywkową z elementami jazzu.
Dyrygent własnej orkiestry tanecznej, nagrodzonej dyplomem uznania na konkursie w Warszawie (1933). Kompozytor muzyki poważnej, ludowej i rozrywkowej. Autor szkoły na akordeon. W okresie międzywojennym działacz Związku Zawodowego Muzyków Rzeczypospolitej, m.in. dwukrotnie wiceprezes zarządu głównego, sekretarz, skarbnik, członek zarządu. Także prezes komisji kwalifikacyjnej Centralnego Związku Artystów Rewiowych. Członek zarządu sekcji B ZAIKS-u.
Po wojnie, w latach 40. i 50., członek władz ZAKR-u.
Zmarł w Warszawie, pochowany na cmentarzu Bródnowskim (kwatera 84B-1-2).

## Twórczość
- Wariacje Symfoniczne, (1924)
- Wiesław, poemat symfoniczny (1927)
- Z polskich gór, fantazja na orkiestrę (1937)
- W zielonym gaiku, na orkiestrę symfoniczną (1950)
- Dziwożona, poemat symfoniczny,
- Rondo all' antico (na fortepian solo lub orkiestrę symfoniczną) (1927)
- Suita polska (na orkiestrę)
- Przedwiośnie (serenada)
- Suity regionalne (cykl)
- Na fortepian: Illusions valse lente, Le papillon vollant intermezzo, Syncopating boys
- liczne utwory w rytmach ludowych, m.in. Bałamutka (polka), Z przytupem (polka), Krakowiaki, tanecznych, m.in. Miodowe dni (walc), Złudzenie (walc) i piosenki (do słów M. Wereszczyńskiej, E. Reja, J. Stawicza, Ref-Rena, a po wojnie Z. Drabika, M. Ochorowicza i in.).

## Piosenki
- Mój sen o tobie (sł. Zbigniew Drabik), 1946
- Pedro (Zbigniew Drabik), 1946
- Mazowieckie noce (Michał Ochorowicz), 1948
- Zakopane (Michał Ochorowicz), 1949
- Zgaduleńka (Tadeusz Urgacz), 1955
- Ręce (Kazimierz Winkler), 1955
- Malwy (Stanisław Ryszard Dobrowolski), 1956
- Ballada o starej jabłoni (Bolesław Gordon), 1958
- Na katarynce (Helena Kołaczkowska), 1958

## Ordery i odznaczenia
- Złoty Krzyż Zasługi (11 lipca 1955)[2]
- Medal 10-lecia Polski Ludowej (19 stycznia 1955)[3]

Złoty Medal uzyskany przez Czesława Żaka na Konkursie Orkiestr Jazzowych w Warszawie (1933)

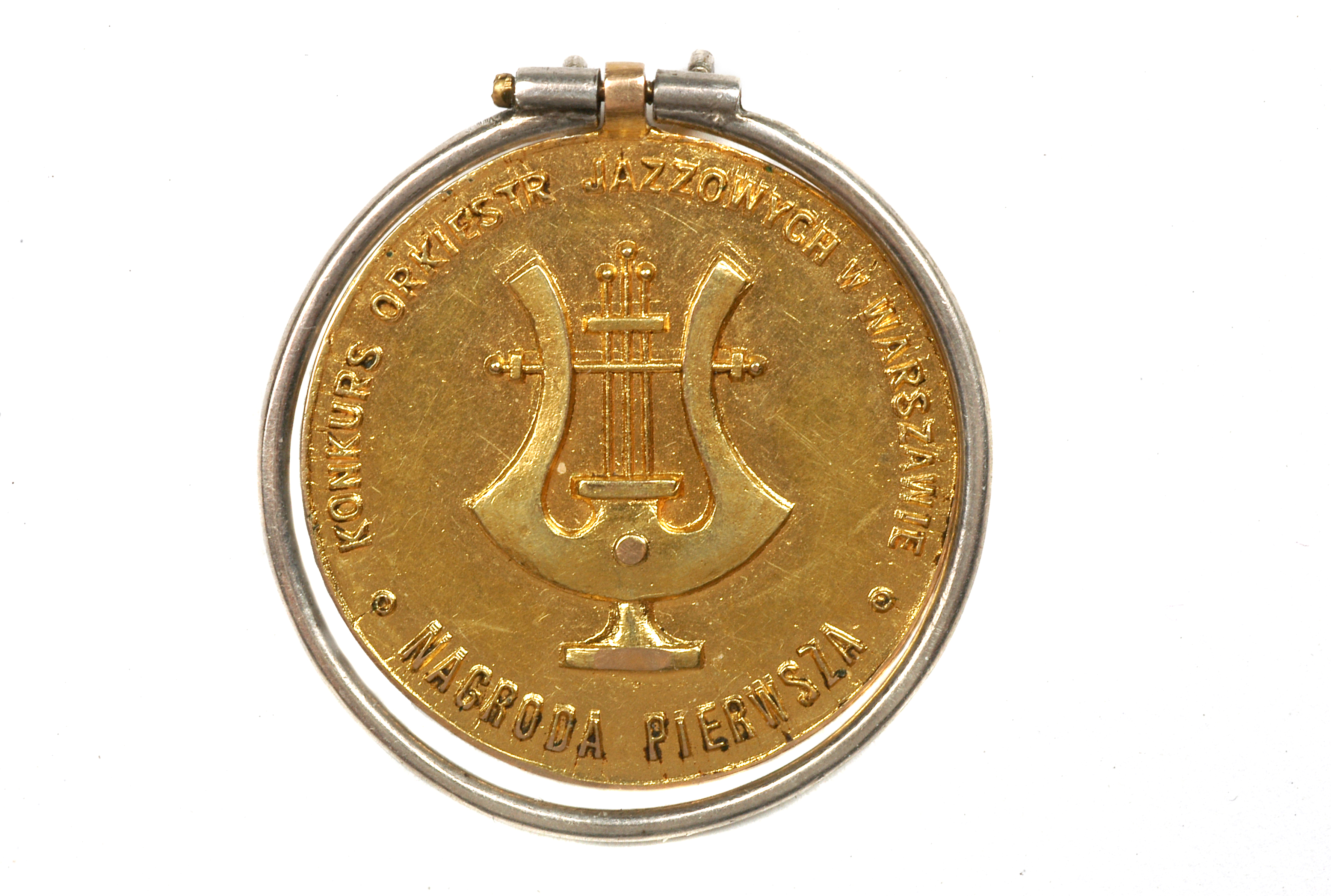
Awers medalu
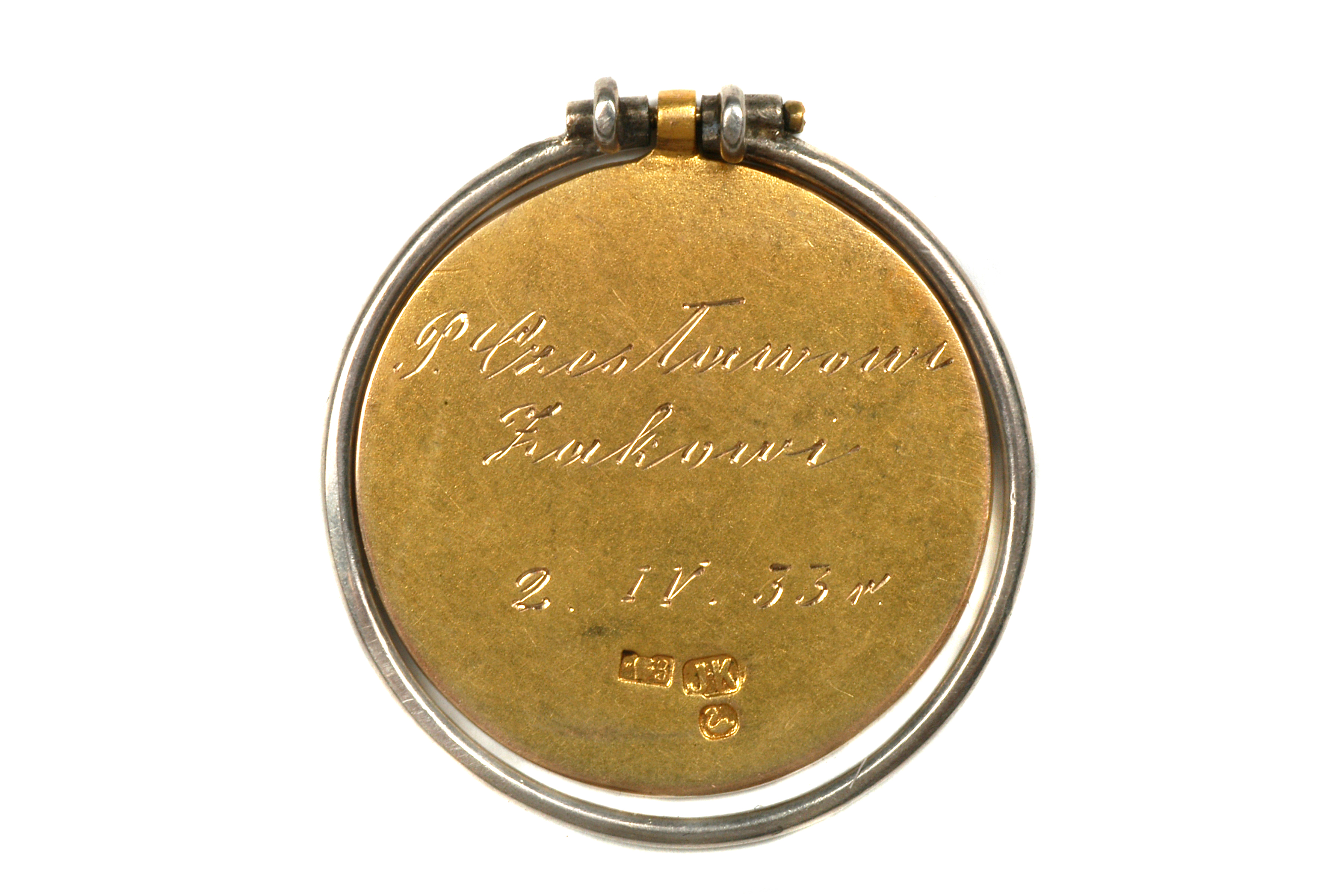
Rewers medalu